# إذاعة رائعة (فلم)
إذاعة رائعة فيلم كوري من إنتاج عام 2012 ميلادي يتناول الفيلم قصة فتاة كانت تعمل مغنية في فرقة للبنات لكن الفرقة تفككت وأصبح للفتاة برنامج إذاعي لكن دائما ما يصادفها سوء الحظ وعدم التوفيق في عملها تستعد البطلة للرجوع لساحة الغناء مرة آخرى ولسوء الحظ يقوم الملحن بإعطاء لحن أغنيتها لفرقة آخرى وتستمر الأحداث حتى يأتي منتج جديد ويوقم بتغيير حياتها ومنحها الفرصة لتظهر موهبتها في برنامج إذاعي يتناول قصص من واقع الحياة.

## روابط خارجية
- إذاعة رائعة على موقع IMDb (الإنجليزية)
- إذاعة رائعة على موقع Turner Classic Movies (الإنجليزية)
- إذاعة رائعة على موقع أول موفي (الإنجليزية)
- إذاعة رائعة على موقع فيلمافينيتي (الإسبانية)
- إذاعة رائعة على موقع قاعدة بيانات الفيلم (الإنجليزية)
- إذاعة رائعة على موقع ليتربوكسد (الإنجليزية)
- إذاعة رائعة على موقع كينوبويسك (الروسية)